# حسين فوزي (كاتب)
الدكتور حسين فوزي (الإسكندرية 29 يناير 1900 - أغسطس 1988)، عالم بحار وكاتب مصري برز في أدب الرحلات.

## تعليمه
ألحقه والده بكُتاب الشيخ سليمان جاويش بباب الشعرية بالقاهرة بين عامي 1905 و1907، حيث حفظ ثلث القرآن. يقول حسين فوزي:
| حسين فوزي (كاتب) | أذكر أني بكيت كثيرًا ووقعت على أقدام والدي ملحًا بأنني لا أريد أن أذهب إلى الكتاب، بينما هو يواصل ربط "الكرافتة" دون أن يرد على توسلاتي واقتادني إلى كتاب الشيخ سليمان جاويش وسلمني إلى سيدنا | حسين فوزي (كاتب) |

حصل حسين فوزي علي بكالوريوس الطب، ثم ليسانس العلوم من جامعة السوربون، ودبلوم الدراسات العليا في علم الأحياء المائية من جامعه تولوز.
كان حسين فوزي ضمن الرحلة العلمية للسفينة «مباحث»، التي طافت المحيط الهندي.

## بدايته مع الأدب
نشر حسين فوزي أول قصة له في مجلة السفور عندما كان يتولى إصدارها محمد ومحمود تيمور (لفترة قصيرة عامي 1919 و1920). وقد نُشرت له أكثر من 25 قصة في مجلات السفور بين عامي 1919 و1924، وكاد يستمر في هذا الطريق لولا سفره لدراسة العلوم بجامعة السوربون.

## مناصبه العلمية والثقافية
ترأس حسين فوزى معهد علوم البحار بالإسكندرية كأول مصرى عقب عودته من بعثته لدراسة علوم الاحياء المائية ( الهيدروبولوجيا ).
كان حسين فوزي أول عميد لكلية العلوم بجامعة الإسكندرية عام 1942 م ثم صار مديرًا للجامعة عام 1945 م. كما شغل منصب مدير جامعة الفنون (أكاديمية الفنون) بين عامي 1965 و1968، وانتخب رئيسًا للمجمع العلمي المصري عام 1968.
كان حسين فوزي قد طالب بإنشاء المجلس الأعلى للفنون والآداب والعلوم الاجتماعية قبل إنشائه عام 1957، كما كان أول من نادى بإنشاء أكاديمية الفنون في مصر.

## من مؤلفاته
- سندباد عصري ـ 1938
- حديث السندباد القديم ـ 1942
- سندباد إلى الغرب ـ 1950
- الموسيقى السيمفونية ـ 1950
- سندباد مصري ـ 1961
- سندباد في رحله الحياة ـ 1968
- بيتهوفن ـ 1971
- سندباد في سيارة ـ 1973
- سان جوست ملاك الإرهاق ـ 1975

أنشأ البرنامج الثاني بالإذاعة المصرية

## حصوله على جائزة الدولة التقديرية
حصل الدكتور حسين فوزي على جائزة الدولة التقديرية في الفنون عام 1966، وجاء في تقرير المجلس الأعلى للفنون والآداب والعلوم الاجتماعية (المجلس الأعلى للثقافة):
| حسين فوزي (كاتب) | (إنه) من الشخصيات النادرة التي تؤكد المعنى الكامل للإنسان المثقف في العصر الحديث. جمع إلى عقليته ودراسته العلمية المتخصصة ثقافة أديب وفنان تعمق في الآداب إلى ما هو أرفع من مستوى الاحتراف وأعمق من مستوى الهواية. | حسين فوزي (كاتب) |

## وفاته
توفي الدكتور حسين فوزي في أغسطس 1988.